# Cieśnina Kamczacka
Cieśnina Kamczacka (ros. Камчатский пролив, Kamczatskij proliw) – cieśnina położona między wschodnim wybrzeżem półwyspu Kamczatka a Wyspą Beringa (w archipelagu Wysp Komandorskich). Łączy Morze Beringa z Oceanem Spokojnym. Ma 190,8 km szerokości i do 4420 m głębokości. Jest najgłębszą częścią Morza Beringa. Duża głębokość cieśniny umożliwia wymianę głębinowych mas wodnych między Oceanem Spokojnym a Morzem Beringa. Zachodnia część cieśniny, u wybrzeży Kamczatki, jest głębinowa (ze średnią głębokością ok. 3500 m), natomiast w części wschodniej znajduje się płycizna z głębokościami wynoszącymi około 200 m. Przez cieśninę przepływa zimny Prąd Kamczacki.